# Dusitan amonný
Dusitan amonný je anorganická sloučenina se vzorcem NH4NO2. Je to amonná sůl kyseliny dusité. Není používán v čisté formě, jelikož je nestabilní a rozkládá se již při laboratorní teplotě.

## Příprava
Může být připraven oxidací amoniaku ozónem nebo peroxidem vodíku.
Další způsob:
- Reakcí dusitanu barnatého nebo dusitanu olovnatého se síranem amonným.
- Reací dusitanu stříbrného s chloridem amonným
- Reakcí chloristanu amonného s dusitanem draselným

Sraženina je odfiltrovaná a roztok je zkoncentrován. Vytvoří se bezbarvé krystaly, které jsou dobře rozpustné ve vodě, a rozkládají se při zahřátí, nebo ve přítomnosti kyseliny.

## Bezpečnost
Dusitan amonný je stabilní při nižších teplotách a vyšším pH. Při pH nižším než 7,0 nebo při teplotách 60–70 °C hrozí exploze, která probíhá podle následující rovnice
NH4NO2 → N2 + 2 H2O